# Oddział Armii Krajowej „Wiklina”
Oddział „Wiklina” AK – oddział partyzancki Okręgu Lublin AK.

## Historia
W okupowanej przez Niemców Polsce pojawiły się ok. 1940 roku specjalne grupy bojowe przeznaczone do bezpośrednich akcji zbrojnych, znane powszechnie pod nazwą Kedywu. Dowódcą naczelnym Kedywu w kraju był gen. Emil Fieldorf „Nil”. Na Zamojszczyźnie powyższe oddziały początkowo przyjęły miano oddziałów szturmowych, a od sierpnia 1941 r. Oddziałów Dywersji Bojowej. Pod koniec 1941 r. w obwodzie zamojskim funkcjonowało siedem plutonów dywersji bojowej:
1. Zamość
2. Szczebrzeszyn
3. Zwierzyniec
4. Krasnobród
5. Udrycze
6. Łabunie
7. Kotlice

Wspomniany siódmy pluton, zorganizowany w rejonie gminy Kotlice, początkowo przyjął kryptonim „Orlik”, zmieniony po wsypie „Wismana”/”Rusta” na kryptonim „Wiklina”. Pierwsze litery kryptonimów odpowiadały pierwszym literom stron świata, licząc od Zamościa, w których te plutony były usytuowane, a więc „Orlik” od niemieckiego słowa „Osten” – wschód, a „Wiklina” od polskiego słowa wschód.

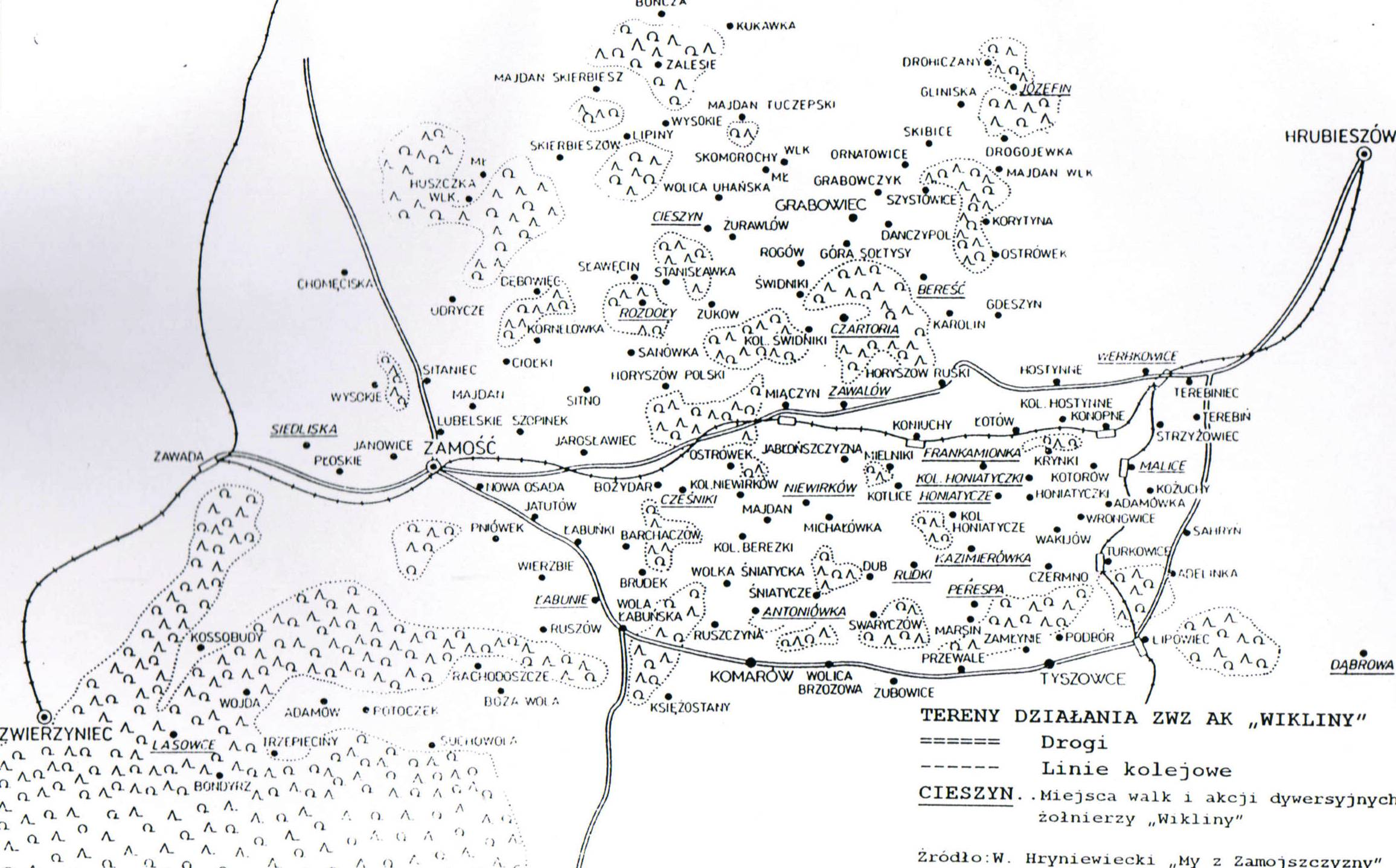
Obszar działania oddziału

Pluton „Orlik” – „Wiklina” był związany ściśle z wioskami Kotlice, Honiatycze, Kazimierówka, Kolonia Dub i okolicznymi przysiółkami. Wchodziły one w skład gmin Kotlice i Tyszowce powiat Zamość.
W czerwcu 1940 ukrywający się na terenach mjr Antoni Dulęba skontaktował kpr. pchr. Wacława Kliszcza z dowództwem ZWZ Obwodu Tomaszów Lubelski, które powierzyło mu utworzenie na tym terenie plutonu szturmowego o kryptonimie „Orlik”. Dowódcą plutonu został kpr. pchr. Wacław Kliszcz „Wicher”, zastępcą d-cy plutonu kpr. Edmund Płoński „Lis”, zaś dowódcami poszczególnych sekcji zostali mianowani: kpr. Józef Kaczoruk „Kiwi” (Kazimierówka), kpr. Alfred Thor „Albin” (Kolonia Dub i Kotlice), plut. Ignacy Bajwoluk „Tur” (Honiatycze).
Dowódcom sekcji nakazano przyjmować do swoich drużyn tylko ludzi pewnych, karnych, zdecydowanych na wszystko. Do sekcji należało wciągać po parę osób, gdyż dowództwu nie zależało na liczbie, lecz jakości członków, których obowiązywać miała ścisła konspiracja. W rezultacie skład pierwotnych sekcji przedstawiał się następująco:
1. sekcja – d-ca Józef Kaczoruk „Kiwi”, st. strz. Hipolit Kuropatnicki „Jastrząb”, st. strz. Roman Bajwoluk „Brzost”, strz. Edward Dubiel „Przepiórka”, strz. Stanisław Nabożny „Marynarz”.
2. sekcja – d-ca Alfred Thor „Albin”, strz. Antoni Kapusta „Lechita”, strz. Stefan Sobiński „Dołęga”, strz. Jan Dubel „Sowa”, strz. Jan Sawicki „Niezgoda”.
3. sekcja – d-ca plut. Ignacy Bajwoluk „Tur”, kpr. Józef Grzeszczuk „Skała”, st. strz. Feliks Furman „Skowronek”, strz. Zygmunt Niedźwiedź „Chytry”, strz. Witold Hryniewiecki „Tułacz”.

W tym czasie, kiedy tworzył się pluton szturmowy, na tym terenie działała wydzielona komórka bojówki. Głównym jej zadaniem było rejestrowanie chłopów zdolnych do noszenia broni, którzy w przypadku wybuchu powstania zbrojnego na Lubelszczyźnie ruszyliby do boju. Działał w niej jedynie aktyw bojówki, który między innymi otrzymał rozkaz pomagania plutonowi szturmowemu, jeśli zajdzie potrzeba.
Nowo powstały pluton szturmowy „Orlik” był słabo uzbrojony. Brak było broni, amunicji i materiałów wybuchowych, ponadto odczuwało się braki w wyszkoleniu żołnierzy, którzy znaleźli się w zupełnie innych warunkach, niż w regularnym wojsku. Należało również zorganizować sprawną łączność, służbę wywiadowczą oraz służbę informacyjną. Poza tym obowiązywało przestrzeganie ścisłej konspiracji, gdyż poza najeźdźcą trzeba było wzmóc czujność przed ludnością ukraińską, która w Honiatyczach stanowiła 1/3 mieszkańców wioski.
Z tego powodu rok 1940 poświęcono gromadzeniu broni. Zwożono ją głównie z miejsc, w których wojsko polskie przed kapitulacją zakopywało swoje uzbrojenie. Za niektórą trzeba było płacić horrendalne kwoty, jak na przykład za karabin maszynowy oddawało się parę koni.
W opuszczonej cegielni koło Kolonii Dub zainstalowano aparat radiowy i z nasłuchu zapisywano interesujące wiadomości z frontu, kraju i ze świata. Dostarczano je do powielenia na poczcie w Kotlicach. Wydrukowane gazetki przekazywano do dowódców sekcji do rozpowszechniania.
W tym okresie dowódca „Wicher” zorganizował łączność z obwodem oraz sąsiednimi plutonami szturmowymi, jak również komórkę wywiadowczą.
W 1941 nadszedł upragniony czas na akcje ćwiczebne i dywersyjne. Początkowo były one sporadyczne i nieśmiałe. Ograniczały się do przeprowadzania przez „Wichra” niespodziewanych, nocnych zbiórek i ćwiczeń, przy zachowaniu szczególnej ostrożności przed „granatową” policją, która kwaterowała w Kotlicach oraz przed szpiclami, których Niemcy wysyłali w teren. Szkolenie to pozwalało członkom dywersji przyzwyczaić się do wychodzenia na zewnątrz z bronią, oswajania się z niezapowiedzianymi marszami i współdziałania z towarzyszami broni.
Na wiosnę 1941 rozpoczął się na terenie „Orlika” tajemniczy ruch wojsk niemieckich. W tempie przyspieszonym budowano lotnisko polowe w pobliżu Kolonii Dub. Wreszcie w połowie czerwca na ukończone lotnisko zaczęły zlatywać samoloty. Poza tym na szosach prowadzących na wschód pojawiły się większe ilości pojazdów wojskowych (do granicy z Sowietami było ok. 20 km).
Mniej więcej w tym okresie zaszła konieczność wykonania wyroków na kilku zdrajcach, którzy mieli na sumieniu śmierć Polaków podczas kampanii wrześniowej. Wyrok ten wykonywali dowódcy Oddziałów Szturmowych obwodu zamojskiego, doborowa trójka: „Rust”, „Jemioła” (Jan Turowski), i „Wenda” (Stanisław Gumowski). Do pomocy wyznaczono paru żołnierzy z „Orlika”. W wyniku akcji dwóch zdrajców zostało rannych, jednak po dojściu do zdrowia opuścili teren.
Ponieważ stan broni na to pozwalał, pluton „Orlik” przyjął w 1941 roku ośmiu nowych żołnierzy, w tym brata „Tułacza” – Ryszarda Hryniewieckiego „Boksera”. Pod koniec roku stan plutonu wynosił 25 ludzi.
22 czerwca 1941 r. Niemcy w realizując Plan Barbarossa rozpoczęli działania wojenne, tym razem skierowane przeciwko ZSRR. Front coraz bardziej oddalał się od Bugu.
W pobliżu plutonu „Orlik” zakwaterował dowódca zamojskich oddziałów szturmowych „Rust” wraz z „Wendą”. Pluton „Orlik” otrzymał zadanie łączności ww. dowódców z pozostałymi plutonami szturmowymi z obwodu Zamość.
Na początku grudnia 1941 roku „Rust”, „Wenda” i „Kropka” (Józef Zalejski) wyjechali do Warszawy. Niestety nie był im pisany powrót w tym składzie.
Zamojszczyznę dotknęła nowa plaga, otóż okupant niemiecki z całą energią przygotowywał się do spełnienia programu Hitlera wyrażanego w książce „Mein Kampf”, to jest zdobywania „przestrzeni życiowej” na wschodzie. W myśl założeń Hitlera, mieszkańcy ziem, które staną się zdobyczą Niemiec, będą musieli opuścić swe terytoria, a ich miejsca zajmą volksdeutsche i reichsdeutsche sprowadzeni z różnych stron Europy (krajów bałtyckich, Besarabii, Rumunii, Jugosławii i innych). Po zajęciu ziem polskich Hitler mianował Himmlera (szefa Gestapo) komisarzem Rzeszy do spraw wzmocnienia niemczyzny. Himmler wytypował Zamojszczyznę jako obszar eksperymentalny wysiedlania ludności polskiej w ramach generalnego planu wschodniego.
Aby przyspieszyć akcję germanizacyjną, Niemcy sprowadzili na tereny zamieszkane przez gospodarzy o niemieckim brzmieniu nazwiska, nauczycieli niemieckich i przedszkolanki i zakładali tam szkoły oraz „kindergarteny”.
Sytuacja stała się niebezpieczna, gdyż dość dużo mieszkańców o niemieckim brzmieniu nazwisk poczęło ze strachu podpisywać volkslisty. Początkowo ta akcja była prowadzona na ogół dobrowolnie, bez przymusu. Ludzie, którzy odmówili przyjęcia obywatelstwa niemieckiego, musieli liczyć się z pogorszeniem warunków materialnych. Później Niemcy zaczęli stosować wobec oponentów przemoc fizyczną, łącznie z utratą życia.
W ramach walk z akcją zniemczania terenu, pluton Armii Krajowej „Orlik” otrzymał zadanie zlikwidowania szkoły niemieckiej w Antoniówce koło Komarowa. Akcja ta została przeprowadzona 19 kwietnia 1942. Oddział „Orlika” wtargnął do szkoły, w której odbywało się spotkanie volksdeutschów. Po krótkim starciu żołnierze polscy, wyciągali ukrywających się volksdeutschów, którym wlepiono należną partię batów. Polacy zdobyli jeden karabin i pas z amunicją. Podczas akcji zostało rannych 4 Niemców. Następnego dnia wywiad doniósł, że niemiecki nauczyciel opuścił wioskę.
Tymczasem „Rust” ze swą paczką zupełnie niepotrzebnie wplątali się w awanturę w warszawskim lokalu nur fur Deutsche. Doszło do wymiany strzałów z niemieckimi lotnikami, w wyniku, czego zginęło trzech Niemców. Szturmowcom udało się opuścić lokal. Przeprowadzającym śledztwo gestapowcom udało się jednak odnaleźć rikszarzy, którzy odwozili nocą Polaków i w ten sposób sprawców zajścia wkrótce aresztowano. Na śledztwie „Rust” przyznał się, że jest działaczem podziemnym. Wkrótce nadeszły wiadomości o aresztowaniach wśród znajomych „Rusta” w Warszawie i Zamojszczyźnie (około 30 osób).
Ponieważ zaistniała obawa, że „Rust” mógł dostarczyć gestapowcom listę członków „Orlika”, zmieniono kryptonim plutonu na „Wiklina”, również niektórzy szturmowcy zmienili pseudonimy, jak np. „Wicher” na „Bogdan”, „Kiwi” na „Ryszard”, „Albin” na „Zych”. Okazało się jednak, że „Rust” nie zdemaskował plutonu „Orlik”, ponieważ na tym terenie mieszkała jego żona „Magda” (nie chciał jej narażać na zemstę konspiratorów).
W połowie 1942 roku wywiadowi Armii Krajowej udało się zdobyć plan wysiedlenia Zamojszczyzny, dzięki czemu społeczeństwo polskie zostało poinformowane o zamiarach Niemców. Akcja wysiedleń rozpoczęła się w nocy z 27 na 28 listopada 1942. Od tej daty oddziały SS i żandarmerii każdego dnia otaczały kilka wiosek i przystępowały do tragicznej akcji. Budzono przerażoną ludność, kazano ubierać się i gromadzić na wyznaczonym placu. Każdy mógł zabrać ze sobą jedynie podręczny bagaż. Na placu następowała pierwsza segregacja. Nieliczna część mieszkańców pozostawała we wsi w charakterze siły roboczej u nowych, nasiedlonych właścicieli. Resztę wywożono do pojenieckich baraków koło Zamościa. Do opustoszałych domostw, które nie zdążyły jeszcze zatracić śladów swych gospodarzy przywożono innymi drogami nasiedleńców volksdeutschów.
O nowych zbrodniach niemieckich została zaalarmowana cała Polska. Pierwszego dnia okupant zaskoczył ludność osady Skierbieszów i sporo jej mieszkańców wywiózł „za druty”, jednak w następnych dniach Polacy mieli się na baczności nie dali zaskoczyć się, wcześniej opuszczając swe domostwa. Niemniej sporo ludności odtransportowano do punktu zbornego w Zamościu, przeważnie kobiety z dziećmi oraz starców. W barakach następowała dalsza segregacja. Wytypowano ludzi na wyjazd do Niemiec na roboty, a część skierowano do obozów koncentracyjnych. Najgorsze było odbieranie matkom dzieci (od lat dwóch do dwunastu). Załadowywano je do wagonów i wraz ze starcami wywożono w nieznane, później okazało się, że w okolice Siedlec. Wiele dzieci zmarło podczas transportu, gdyż panowały wtedy mrozy.
Do marca 1943 wysiedlono Polaków ze 116 wsi Zamojszczyzny. Potem nastąpiła przerwa na pewien czas, ale już w lecie 1943 roku, Niemcy pod pretekstem „zwalczania band” wznowili na szeroką skalę akcję pacyfikacyjno-wysiedleńczą „Wehrwolf”. W czasie tej akcji strzelano do ludzi, palono domy, wrzucając do nich mieszkańców, a nawet rzucano bomby i ostrzeliwano z samolotów uciekającą ludność(w Sochach). W lecie 1943 wysiedlono 171 wiosek. Łącznie od listopada do sierpnia 1943 r. Niemcy wysiedlili 297 wsi i około 110 tys. mieszkańców, co stanowiło 31% liczby Polaków zamieszkałych na Zamojszczyźnie.
Tragiczne wysiedlenia zmobilizowały oddziały dywersyjne i partyzanckie. Zamojszczyzna stała się polem bitwy, prowadząc walki na wszystkich frontach i w różnych formach do końca okupacji.
Oddziały polskie przystąpiły do niszczenia i palenia wsi z nasiedlonymi kolonistami niemieckimi, mnożyły się akcje dywersyjne na linie kolejowe, mosty, drogi, wieże ciśnień, utrudniając okupantowi dostawy sprzętu zbrojeniowego na front wschodni. Niszczenie tartaków, zakładów przemysłowych, mleczarni doprowadziło do zachwiania podstaw gospodarki niemieckiej na Zamojszczyźnie.
Podczas trwającej akcji wysiedleńczej, pod koniec 1942 roku został aresztowany pierwszy dowódca oddziału AK „Orlik” – „Wiklina” pchr. Wacław Kliszcz „Wicher”-”Bogdan”. W Zamościu poznał go jego dawny kolega gimnazjalny Edmund Kleidl, który był tajnym współpracownikiem Gestapo. Twardy szturmowiec wypierał się tego, że pracował w konspiracji. Po paru miesiącach „badań” gestapowcy musieli uwierzyć w jego „niewinność”, z tym, że na wszelki wypadek wysłali go do obozu koncentracyjnego w Niemczech, gdzie do końca wojny przebywał.
Stanowisko d-cy plutonu AK „Wiklina” objął zastępca „Bogdana”, Edmund Płoński „Lis”, jednak nie mógł sobie dać rady z „rozpuszczonymi” żołnierzami z Kotlic, którzy musieli opuścić wysiedloną w grudniu 1942 r. swoją wioskę i osiedlić się w Honiatyczach, względnie w Kazimierówce. Swym zachowaniem dawali zły przykład swoim miejscowym kolegom. W tym czasie pluton „Wiklina” wizytował „Norbert” (Jan Turowski dowódca obwodu AK Zamość). Uderzył go panujący chaos i rozluźnienie dyscypliny. Stan moralny żołnierzy pozostawiał wiele do życzenia. Wobec tej sytuacji „Norbert” mianował rozkazem z dnia 15 stycznia 1943 r. dowódcą plutonu „Ryszarda”, a jego zastępcą „Lisa”, który jednocześnie pełnił funkcję dowódcy drużyny honiatyckiej. Dowódcami drużyn z Kazimierówki zostali „Brzost” oraz „Jastrząb”.
Ze względu na znaczną odległość do sąsiedniego plutonu (ok. 20 km), „Norbert” pozostawił plutonowi „Wiklina” dużo samodzielności w akcjach. Stan „Wikliny” po przeprowadzonej reorganizacji wynosił 30 ludzi. Drużyny miały pełne uzbrojenie bojowe przedwojennych polskich drużyn – każda z nich posiadała broń maszynową (rkm względnie lkm) oraz karabiny i granaty. „Ryszard” szybko opanował sytuację w plutonie, uchwycił w karby grupę kotlicką, wcieliwszy ją do drużyn z Kazimierówki, był wrogiem rozpijania się, a od żołnierzy i dowódców wymagał dyscypliny. To nie przeszkadzało, że był koleżeński i troszczył się o każdego żołnierza. Nie chcąc być gołosłownym „Ryszard” już w tydzień po swojej nominacji poprowadził pluton „Wiklina” na akcję odwetową na nasiedloną wioskę Cieszyn, współdziałając z dwoma plutonami z powiatu hrubieszowskiego, paląc doszczętnie wioskę i likwidując co najmniej 150 Niemców. Całą akcją odwetową kierował por. „Góral” (Franciszek Krakiewicz).
Odtąd oddział AK „Wiklina” staczał wiele bitew, potyczek i akcji. W roku 1944 trzeba było bronić polskich wiosek przed oddziałami UPA, które napływały z Wołynia, a więc podziemne polskie wojsko walczyło jednocześnie z dwoma wrogami.
Po przejściu frontu niemiecko-sowieckiego w lipcu 1944, kompania AK „Wiklina” została rozbrojona w Zamościu przez wojsko radzieckie.

## Kalendarium ważniejszych walk i akcji oddziału

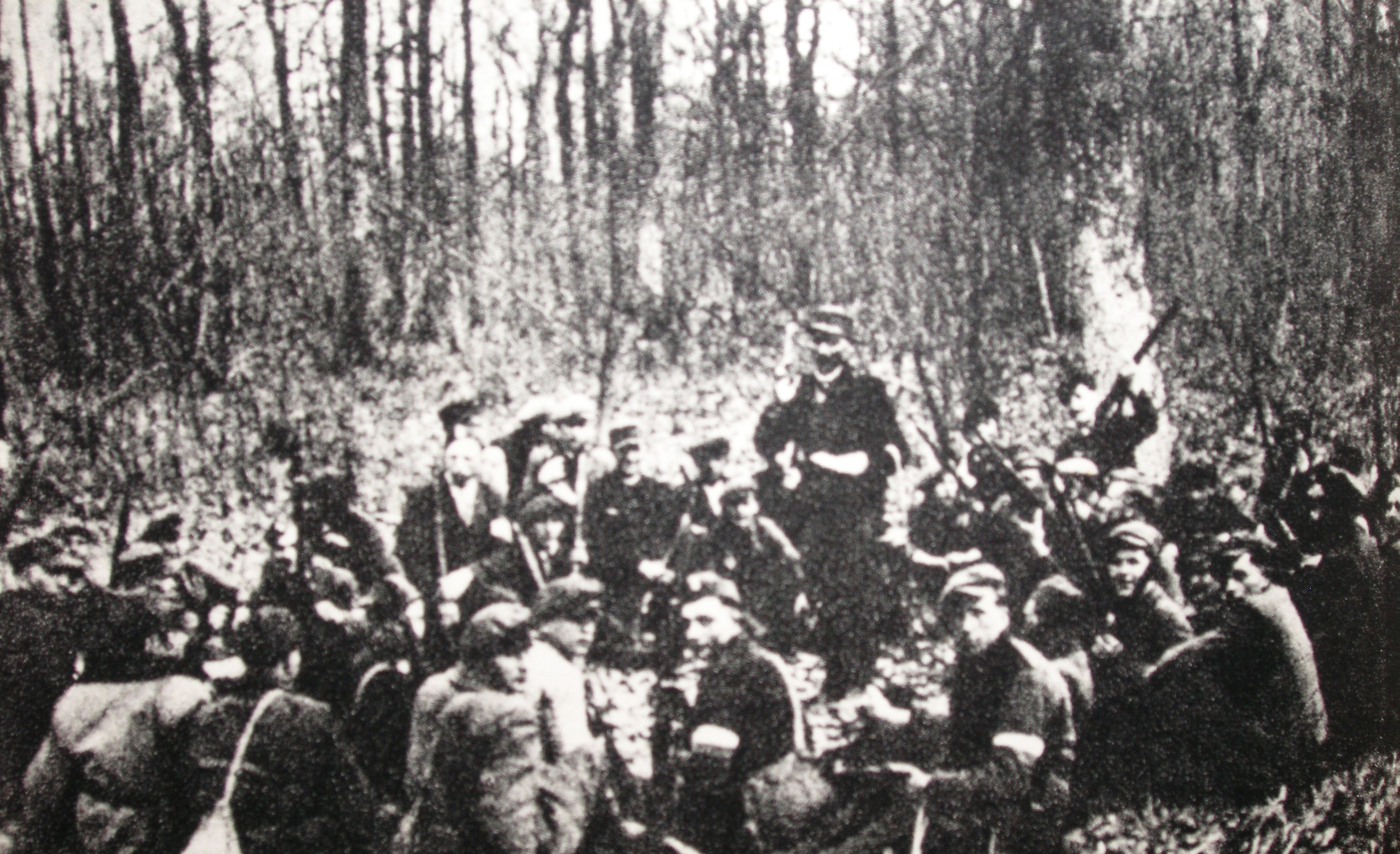
Oddział AK Wiklina

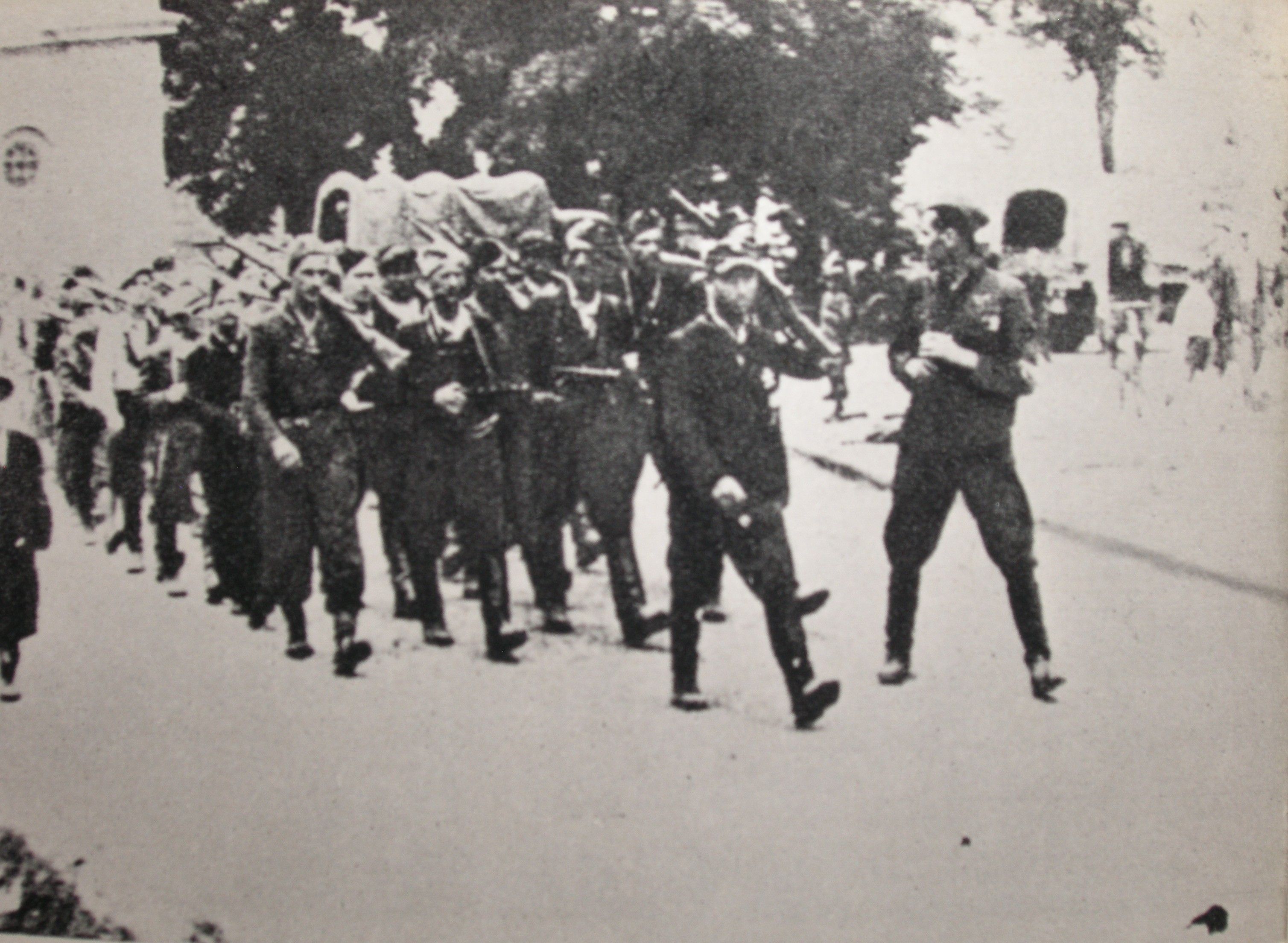
Kompania AK „Wiklina” wkracza do Zamościa w lipcu 1944

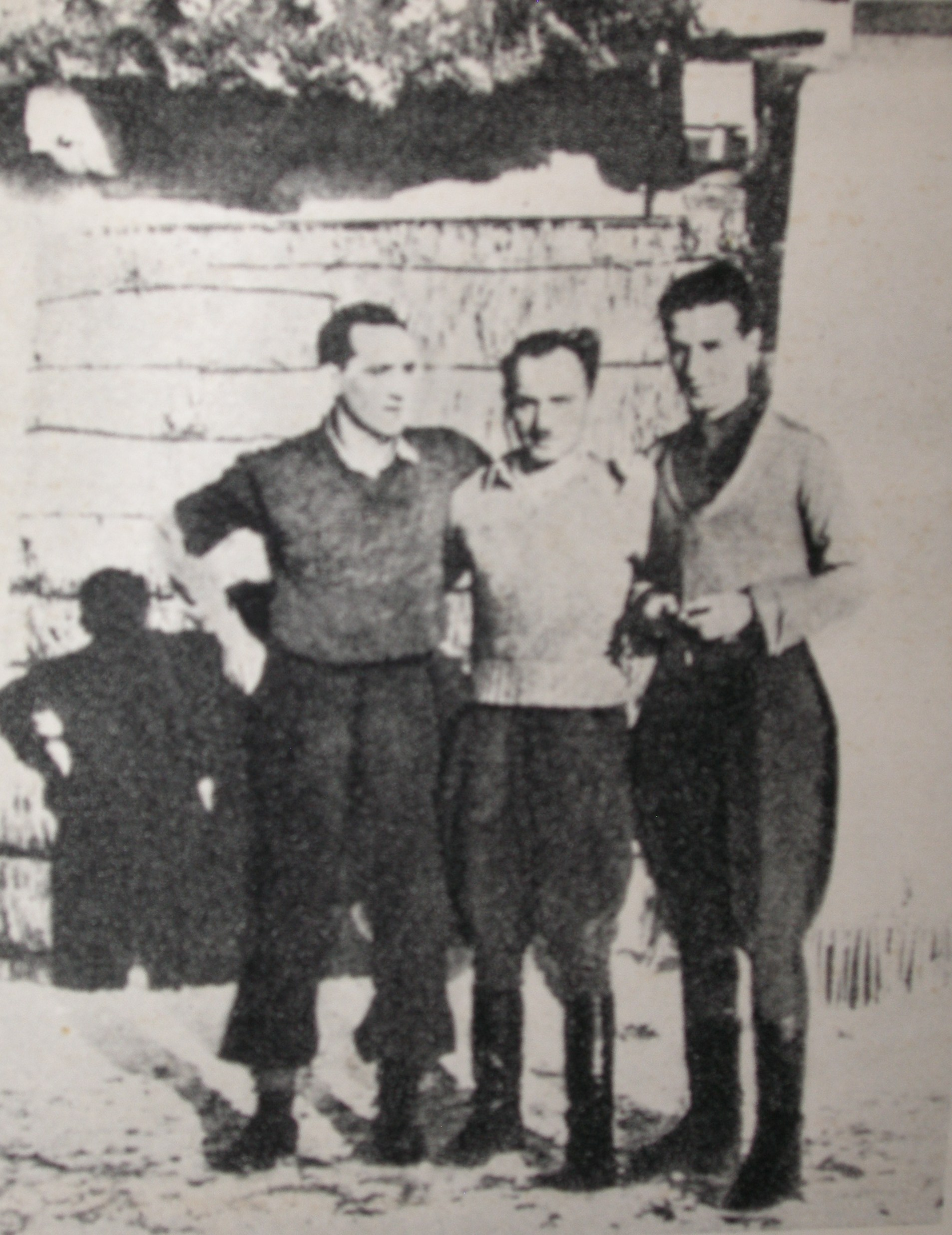
Partyzanci z oddziału „Wiklina” – „Czarny”, „Ryszard” i „Tułacz”

począwszy od nocy sylwestrowej 1942/43 do października 1944 roku:
1. 31.12.1942 – wysadzenie mostu kolejowego koło Łotowa oraz przecięcie kabla podziemnego i linii telefonicznej w pobliżu szosy Zamość-Hrubieszów w ramach ogólnopolskiej akcji dywersyjnej krypt. „Węzeł” w odwecie za bestialskie wysiedlenia Zamojszczyzny.
2. 25/26.01.1943 – akcja odwetowa na wieś Cieszyn nasiedloną przez kolonistów niemieckich, wspólnie z dwoma plutonami AK z powiatu hrubieszowskiego. Wieś została spalona, ok. 150 Niemców zabitych. Ze strony polskiej 4 rannych, z których jeden zmarł.
3. 24.02.1943 – niespodziewany wypad do Kazimierówki czterech żandarmów niemieckich, zamierzających zlikwidować ukrywających się kotliczan. W wyniku napadu Niemcy zastrzelili 3 Polaków, a jednego zawieźli do hrubieszowskiego Gestapo.
4. 05.06.1943 – udział kilku żołnierzy „Wikliny”(w tym „Ryszarda”) w akcji odwetowej na skolonizowaną przez Niemców wieś Siedliska (odległej od Zamościa o 6 km.), za zbombardowanie przez Niemców wsi Sochy. Zginęło około 60 Niemców, wieś spalono. Po stronie polskiej bez strat.
5. 02.09.1943 – rekwizycja 220 koców z magazynu Wehrmachtu w Łabuniach, koce zostały przekazane dla oddziałów leśnych AK.
6. 18.03.1944 – napad na magazyny zbożowe w Miączynie. Mąkę przekazano sekcjom kwatermistrzowskim AK.
7. 19.03.1944 – starcie z załogą lotniska w Łabuniach, podczas przeprowadzania plutonu „Kozaka” (Jana Ochmana) z Puszczy Solskiej na teren „Wikliny”.
8. 21.03.1944 – likwidacja groźnego oddziału Ukraińskiej Samoobrony Narodowej w Bereściu, skąd oddziały UPA robiły wypady na polskie osiedla, siejąc postrach wśród polskiej ludności. Wieś została spalona. Polacy wykryli i zlikwidowali bunkry ziemne. W akcji dowodzonej przez ppor. „Ciąga” (Józef Śmiech) brały udział poza „Wikliną” jeszcze 3 plutony z hrubieszowskiego. Po zakończeniu akcji nadleciały niemieckie samoloty, które ostrzelały dywersantów, jeden z nich zginął.
9. 23.03.1944 – pospieszenie z pomocą polskiej kolonii Frankamionka, napadniętej przez UPA. Ukraińcy wykorzystali zamieć śnieżną, spalili kolonię i zabili 18 mieszkańców. „Wiklina” wyparła Ukraińców ze wsi. W wyniku tej akcji „Wiklina” zdekonspirowała się przed rodzimymi Ukraińcami z Honiatycz.
10. 24.03.1944- rozpoczęcie rozmów ze starszyzną ukraińską z Honiatycz do wspólnego udziału w walce z Niemcami i nacjonalistami ukraińskimi, gwarantując ludności ukraińskiej, że do pierwszego strzału do Polaków będą bezpieczni. Miejscowi Ukraińcy przystali na propozycję, przynieśli kilka karabinów i pełnili wspólnie z Polakami nocne warty.
11. 01.04.1944 – zasadzka na żandarmów z SS – Galizien niedaleko Malic. Żandarmi zmienili jednak trasę w drodze powrotnej i nie doszło do starcia.
12. 04.04.1944 – akcja rekwizycyjna na gorzelnię w Liegenschafcie Dub. Zdobyto 1200 l spirytusu, które zdano kwatermistrzostwu AK.
13. 06.04.1944 – uszkodzenie maszyn omłotowych w Liegenschafcie w Kotlicach.
14. 11.04.1944 – wyparcie z Frankamionki grupy ukraińskiej podpalającej resztki ocalałych zagród.
15. 28.04.1944 – zasadzka zorganizowana przez plutony „Wiklina” i „Kozaka” na żandarmów z SS-Galizien niedaleko Malic. Straty nieprzyjaciela 1 zabity i 1 ciężko ranny. Polacy nie ponieśli strat, zdobywając 2 karabiny.
16. 14.05.1944 – pospieszenie z pomocą kolonii polskiej Honiatyczki, napadniętej przez kureń UPA i wyparcie napastników ze spalonej kolonii.
17. 15.05.1944 – ośmiogodzinna obrona Honiatycz zaatakowanych przez kureń Hałajdy w sile ok. 600 ludzi. Zaatakowanej drużynie pod dowództwem „Tułacza’, nadciągnęły 2 drużyny z Kazimierówki na czele z „Ryszardem”. W połowie bitwy nadciągnęły z pomocą dwa plutony „Kozaka”, „Konrada” (Władysława Rybczyńskiego), „Pirata” (Karola Drzewińskiego) oraz sowiecki pluton st.leutn. Rudanowskiego. Całością obrony kierował „Ryszard”. W ostatniej fazie bitwy UPA zostało wyparte do wsi Honiatyczki (zamieszkanej przez ludność ukraińską), a następnie za Huczwę. Straty nieprzyjaciela: 32 zabitych i 10 rannych, straty polskie 2 zabitych i 5 rannych. Wioski Honiatycze i Honiatyczki zostały prawie w całości spalone.
18. 15.05.1944 – współudział w rekwizycji żywności z folwarku Niewirków. Akcją kierował sierż „Konrad” (Edward Lachowiec), ze strony „Wikliny” – „Zych”. Żywność przeznaczono dla oddziałów leśnych AK.
19. 17.05.1944 – bitwa o Kazimierówkę, na którą dwa razy napadli Niemcy. W pierwszym ataku zajęli oni 1/3 wioski, po czym w kontrataku „Wikliny” zostali wyparci. W drugim starciu z „Wikliną” współpracowały: kompania „Czarusia” (Sergiusza Konopy), powracająca z podjęcia zrzutu broni, oraz pluton „Kozaka”. Całością bitwy dowodził „Ryszard”. Straty polskie: 7 zabitych i 6 rannych. Straty Niemców: 36 zabitych i rannych.
20. 17.05.1944 – po zwycięskiej bitwie „Wiklina” przeniosła się do lasu tyszowieckiego, przekształcając się w kompanię partyzancką AK (pozwalała na to stan broni i dostateczna liczba ochotników). D-cą kompanii został ppor. „Ryszard”, z-cą dowódcy „Zych”, szefem kompanii – st.sierż „Dzięcioł” (Bolesław Kwarciany). Dowódcami plutonów zostali: „Brzost”, „Tułacz”, i „Jeż” (Jan Wróbel), d-cą sekcji karabinów maszynowych „Jastrząb”.
21. 24.05.1944 – wyparcie z Kazimierówki ukraińskich podpalaczy opuszczonych zagród.
22. 02.06.1944 – udział w operacji przeciw UPA, szykującej się do rozpoczęcia na terytoriach zamieszkanych przez Polaków ofensywy, aż do Puszczy Solskiej. Akcją kierował ppor. „Wiktor tomaszowski” (Zenon Jachymek). „Wiklina” weszła do grupy chor. „Groma” (Marian Pilarski), której zadaniem było niedopuszczenie odsieczy, zmierzającej na pomoc gł. siłom UPA. Niespodziewanie we wsi Dąbrowa kwaterował silny oddział Niemców, na który nadziały się plutony polskie „Kozaka” i pchor. „Czarnego” (Bronisława Bojarskiego). Na pomoc tym oddziałom polskim pospieszyła „Wiklina”. Dzięki temu zaatakowane oddziały polskie mogły wycofać się z ostrzału Niemców, wynosząc z pola walki swych rannych. W wyniku boju pod Dąbrową 12-osobowa placówka ukraińska została zlikwidowana, natomiast walka z Wehrmachtem nie przyniosła rozstrzygnięcia. Straty oddziałów polskich ze zgrupowania „Groma” : 4 zabitych, w tym dowódcy „Kozak” i pchr. „Czarny” oraz 3 rannych. Straty nieprzyjaciela oceniono na ok. 30 zabitych. Natomiast zakładany przez „Wiktora tomaszowskiego” cel rozbicia skoncentrowanych oddziałów UPA zakończył się niepowodzeniem.
23. 12.06.1944 – bitwa pod Czartorią z niemiecką grupą operacyjną, przeciwpartyzancką, pacyfikującą teren wokół Grabowca. W krytycznym momencie „Wiklina” natarła na nieprzyjaciela od tyłu umożliwiając oddziałom „Żbika” (Wojciech Szarzyński) i „Czarnego” (Paweł Runkiewicz) wycofanie się z pola walki.
24. 15/16.06.1944 – wymknięcie się z pierścienia niemieckiego zorganizowanego przez ww. grupę operacyjną w okolicy Józefina.
25. 17.06.1944 – wymknięcie się z zagrożonego lasku w Rozdołach przed obławą niemiecką i zamelinowanie się na trzy dni w Zamościu, po uprzednim schowaniu broni w zakonspirowanym bunkrze.
26. 27.07.1944 – wkroczenie „Wikliny” do Zamościa z dwoma innymi plutonami pod dowództwem ppor. „Kabla” (Wacław Wnukowski) w ramach akcji „Burza” i oddanie się do dyspozycji starosty z ramienia rządu londyńskiego. Komendant miasta (Sowiet) wyznaczył polskiemu oddziałowi kwatery w środku koszar – naokoło kwaterowało wojsko sowieckie.
27. 29.07.1944 – przedstawiciele NKWD przywieźli rozkaz płk. „Marcina” (Kazimierz Tumidajski), aby partyzanci polscy zdali broń władzom sowieckim, co też następnego dnia zostało wykonane przez oddział polski.
28. 30.09.1944 – pierwsza próba odbicia aresztowanych przez UB dowódców AK – „Norberta” (Jan Turowski) i „Ryszarda” z więzienia zamojskiego przez grupę ochotników dowodzoną przez „Ciąga”. Została ona wstrzymana po informacji, że oddział KBW obstawił więzienie.
29. 07.10.1944 – druga próba odbicia ww. dowódców dowodzona przez ppor. „Groma”, tym razem udana. Oswobodzono także 32 współwięźniów.
30. 05.1945 – „Ryszard” wytypował „Tułacza” i „Białego” (Kazimierz Wawrzynkowski) na dwutygodniowy kurs dla dowódców plutonów i kompanii organizowany przez zamojski inspektorat ROAK w głębi Puszczy Solskiej dla kilkudziesięciu słuchaczy z wszystkich byłych oddziałów 9 p.p AK. Pierwszą lokatę otrzymał „Tułacz”. Na parę dni przed ukończeniem kursu wyniknęła konieczność przeniesienia obozowiska w inne miejsce, po alarmie o zmierzaniu oddziałów NKWD i UB w ich stronę. Uczestnicy kursu szczęśliwie powrócili do domów.

Na koniec operacji wojennych Kompania AK „Wiklina: liczyła 255 żołnierzy skupionych w sześciu plutonach.